# بخش سن رافائل
بخش سن رافائل (به اسپانیایی: Departamento San Rafael) یک منطقهٔ مسکونی در آرژانتین است که در استان مندوسا واقع شده‌است. بخش سن رافائل ۳۱٬۲۳۵ کیلومتر مربع مساحت و ۱۷۳٬۵۷۱ نفر جمعیت دارد.